# Edvard Beneš
Edvard Beneš (Kožlany, 1884. május 28. – Sezimovo Ústí, 1948. szeptember 3.) cseh politikus, Csehszlovákia második, vitatott megítélésű elnöke, Csehszlovákia létrehozásának legerőteljesebb hirdetője és megvalósítója. Külpolitikai tevékenysége nagymértékben hozzájárult Magyarország világháborúkban betöltött szerepének hátrányos megítéléséhez, és a trianoni békeszerződésben meghatározott területvesztéseihez.
Tisztelt uraim!
Hálásan köszönöm a szlovák képviselőknek, hogy interpelláltak a magyar kérdéssel és a békekonferenciának a magyar kérdésekkel összefüggésben végzett munkájával kapcsolatosan. Úgy vélem ugyanis, hogy a magyar kérdéskör - amint ez a békekonferencián kitűnik - még korántsem eléggé világos, továbbá hogy e nemzetközi szervezet nem ismeri kellőképpen, és nem érti jól a magyarok valódi helyzetét.
Megragadom az alkalmat, hogy minderről ejtsek néhány szót. A Szent István egykori koronájához tartozó területek uralkodó osztályai által képviselt magyar népet minden szövetséges egyöntetűen a világháború legfőbb segítőjének, ha ugyan nem az első számú felelősének tartja. A magyarok már a háború előtt is azon mesterkedtek, hogy a propaganda minden eszközével elkendőzzék a korábbi magyar kormány és főleg bizonyos arisztokrata kormánykörök tetteit. Ám mindezek ellenére a háború folyamán sikerült lelepleznünk a magyar oligarchia valódi lényegét, valamint Magyarországon a háború előtt és alatt uralkodó valódi állapotokat. Az egész világ elborzadt ezeknek a tősgyökeres mongol politikai viszonyoknak a láttán, és megértette, hogy a háborút nem egyedül az egykori Osztrák–Magyar Monarchia végzetes politikája robbantotta ki, hanem sokkal inkább Budapesten, mint Bécsben készítették elő.

## Karrier
A csehországi Kožlany (Plzeň mellett) faluban született szegényparaszti családban. Kiváló tanuló volt, középiskolai és egyetemi tanulmányait Prágában (itt a filozófiai szakon Masaryk, későbbi harcostársa is tanította), illetve a Sorbonne-on végezte, majd Dijonban folytatott politikai és szociológiai tanulmányokat, ahol 1908-ban megszerezte a jogi doktorátust. Disszertációjának megvédése a Habsburg Birodalom további fennmaradásából indult ki és annak föderalizálásával javasolt változtatásokat. Három évig a Prágai Kereskedelmi Akadémián, később pedig a Károly Egyetemen tanított.

## Az I. világháború idején
Az első világháború kitörése után titkos ellenállási mozgalmat szervezett Maffia néven, és ő felelt a kommunikációs útvonalakért az akkor éppen Svájcban tartózkodó Masarykkal. Végül 1915 szeptemberében maga is emigrált Párizsba, ahol aktívan terjesztette a független Csehszlovákiával kapcsolatos elképzeléseit. Masaryk Párizsban bemutatta Benešnek Milan Rastislav Štefánikot, aki neki korábban szintén tanítványa volt a Károly Egyetemen .
(Štefánik személye azért volt különösen fontos a csehszlovák államalapításhoz, mert ő tudományos munkássága révén nagy elismertséget szerzett a francia tudóstársadalomban, és jó kapcsolatokat ápolt a francia politikai élet legfelsőbb köreivel.)
Később e „triumvirátus” viszonyáról a következő szólásmondás alakult ki:
Amit Masaryk kigondol, azt Beneš kimondja és Štefánik végrehajtja.
Kiépítette a futárszolgálatot a Maffia és a Tomáš Garrigue Masaryk , Milan Rastislav Štefánik és általa vezetett emigráció között. Párizsi tartózkodása idején Beneš a Sorbonne-on szlavisztikát oktatott, és rengeteg cikket publikált. 1916-ban kulcsszerepet játszott a Csehszlovák Nemzeti Tanács (Československá národní rada) megalakításában, melynek főtitkára lett. A Csehszlovák Nemzeti Tanács vezetői igyekeztek meggyőzni a nyugati államokat saját igazukról, és sikeresen elérték, hogy cseh-szlovák légiók jöjjenek létre Franciaországban, Oroszországban és Olaszországban.
Meg kell semmisíteni a Habsburg-birodalmat és visszaállítani a csehszlovák nemzetet!

## A csehszlovákdiplomáciaélén
A Csehszlovák Nemzeti Tanács a versailles-i béketárgyalásokon is képviseltette magát. Beneš 1918-1919 között Genfben és Párizsban tárgyalt az újonnan megalakult Csehszlovákia sorsáról és határairól, immár külügyminiszteri minőségben. Az első világháború lezárása után komoly szerepe volt Magyarország feldarabolásában, túlzó igényeit azonban már a győztespárti békekonferencia sem tartotta kielégíthetőnek. A háború során, a későbbi Csehország területén, elkövetett szörnyűségeket helytelen módon a nemzeti kisebbségekre vetítette ki, s kollektív bűnösnek kiáltotta ki mind a szudéta-németeket, mind a magyarokat. Az 1920-as évek második felében már rendre összekülönbözött Masarykkal.

| „                                       | Én egyáltalán nem igazságokra törekszem, én politikát csinálok. S ezért olykor tudatosan követek el jogtalanságokat, az állam érdekében és személyes érdekemben. | ” |
| – Edvard Beneš, Párizsi béketárgyalások | |   |

Štefánik és Beneš között a békekonferencián konfliktus bontakozott ki, mert Beneš a francia orientáció híve volt, Štefánik pedig inkább Olaszországra akarta építeni a csehszlovák külpolitikát. Masaryk azt javasolta Benešnek, hogy konfliktusukat tartsák titokban a békekonferencia idejére. Azonban Štefánik gyanús repülőgép-balesetben életét vesztette 1919. május 4-én, és Andrej Hlinka Štefánik családtagjaival együtt Benešt vádolta meg a gép lelövetésével.
Ezt követően Beneš jelen volt a Népszövetség megalakításánál, annak 1920-ban elnöke, 1923-1927 között pedig Tanácsának tagja volt. Nyilvánvaló magyarellenes éllel 1920-1922 között szerződéseket kötött Romániával és Jugoszláviával, miáltal létrejött a „kisantant”. Jelentős tekintélye volt: minden fontosabb nemzetközi konferencián részt vett (Genova – 1922; Locarno – 1925; Hága – 1930; Lausanne – 1932).

## Csehszlovákia második elnöke
A kormányon levő Csehszlovák Nemzeti Szocialista Párt alelnökeként Beneš nagy befolyással bírt a belügyekre nézve is. Kis megszakítással 1919-től 1935-ig országgyűlési képviselő volt, majd Masaryk lemondása után ő lett az utódja az elnöki székben a felvidéki magyar képviselők többségének támogatásával, mert Beneš megígérte (de nem tartotta meg), hogy a magyar pártok által előterjesztett követeléseket teljesíti. Elnöki minőségében szövetséget kötött az addig szinte teljesen izolált Szovjetunióval, és támogatta annak belépését a Népszövetségbe is. A németlakta csehszlovák területeket (jelesül a Szudéta-vidéket) követelő náci Németország ellen Beneš mozgósítást rendelt el, bízva az ígért brit-francia segítségben. Ehelyett azonban a müncheni egyezményben a nyugati hatalmak beleegyeztek a fent említett területek átadásába, mire az elnök október 5-én emigráns kormányt alakított meg Londonban. Utódja Emil Hácha lett, aki tehetetlenül nézte Szlovákia függetlenedését és a Cseh–Morva Protektorátus létrehozatalát.

## Moszkvabarát emigráció – a Kreml ügynöke
Beneš a müncheni egyezmény hatására elvesztette minden bizalmát a nyugati államokban, és korábbi kommunistaellenességét levetkőzve a Szovjetunióban látta a csehszlovák függetlenség egyetlen lehetséges biztosítékát. 1943 decemberében tehát Moszkvába távozott tárgyalni az ottani cseh és szlovák kommunista emigránsokkal. Az volt a terve, hogy a szocialistákat is bevonja a kormányzatba, és több radikális társadalmi és gazdasági reformelképzelést dédelgetett. Moszkvai tárgyalásán Sztálin jóváhagyását is megszerezte a szudétanémetek és a felvidéki magyarok elűzése általi csehszlovák nemzetállam kialakítására. 1945-ben, a náci Németország bukása után Moszkvából érkezett diadalmenetben Prágába.
Pavel Anatoljevics Szudoplatov NKVD és KGB tábornok visszaemlékezéseiben (Special tasks. The memoirs of an unwanted witness – A Soviet spymaster) ír arról, hogy Csehszlovákia elnöke 1938-tól kezdve a szovjet titkosszolgálat ügynöke volt, akit Pjotr Zubov titkosszolgálati rezidens szervezett be. Állítólag tervezte a jugoszláv király megölését, hogy németellenes fordulatot idézzen elő a délszláv államban.
A német megszállás idején Prágából is az NKVD mentette ki Londonba, ahonnan Moszkvába utazott.

## Ismét Csehszlovákiában
Benešt 1945. október 28-án helyezték vissza hivatalába, és a következő évben újraválasztották. Hiába bízott a Szovjetunióban, az 1948 februárjában bekövetkezett kommunista fordulatnak már ellenállt, de – Szudoplatov visszaemlékezése szerint némi győzködés hatására – június 7-én lemondott. Sezimovo Ústíban halt meg még abban az évben.

## Emlékezete

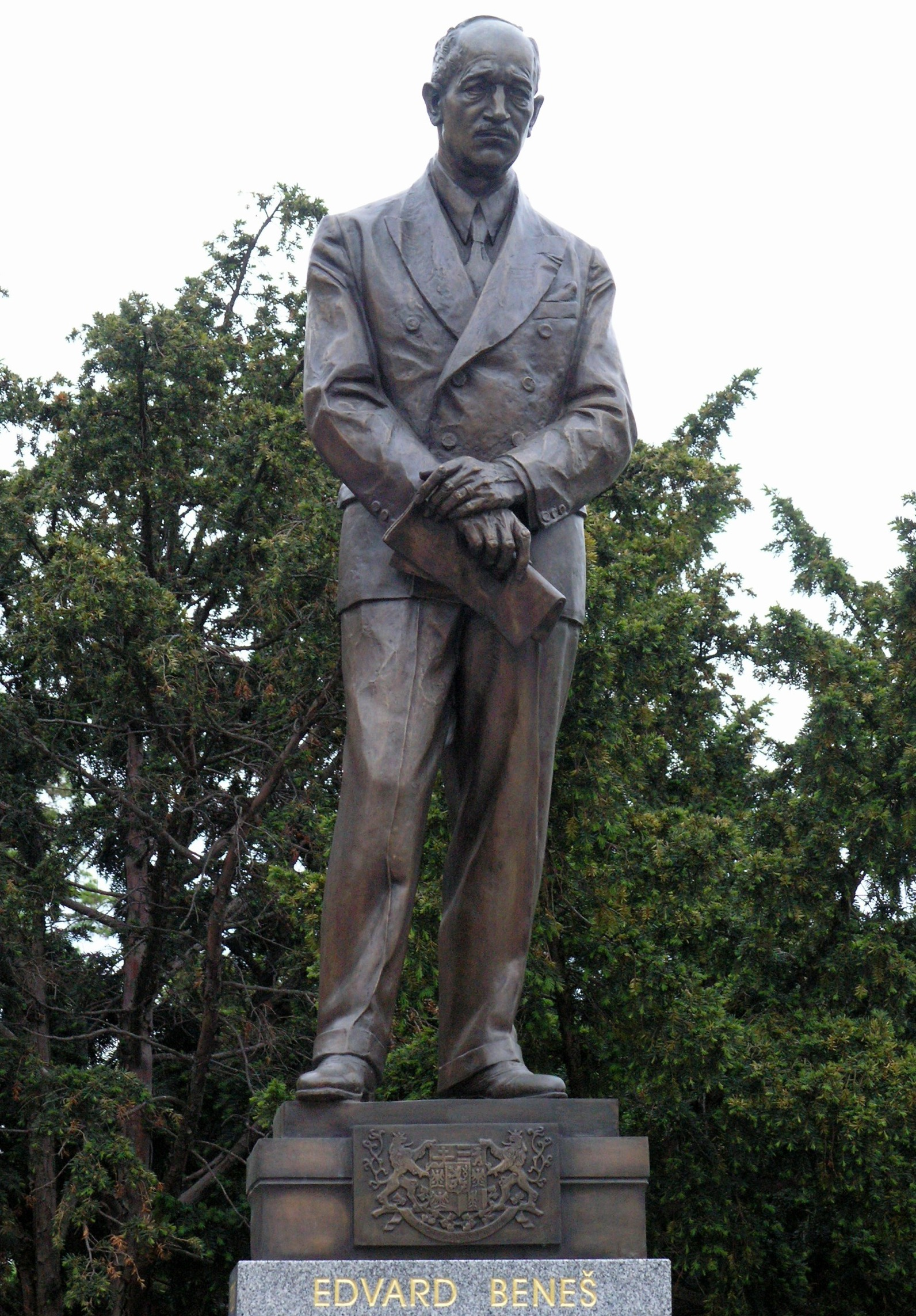
Edvard Beneš szobra Prágában

- Benešnek több szobrot és emléket állítottak már Csehországban, többet az ezredforduló után. Szobra áll többek között Brünnben és Prágában is, mellszobra például Žatecben, sőt programszerű szoborállítási sorozatot is terveztek, ebből azonban nem lett semmi. Megítélése kisebb részt a cseh társadalmon belül is vitatott, prágai szobrát meg is rongálták. A cseh parlament azonban a második világháború utáni dekrétumait 2002-ben nyilatkozatban védte meg.[18]

## Művei
- 1909 Otázka národnostní
- 1927–1928 Světová válka a naše revoluce (I-III.)
- 1934 Reč k Slovákom
- 1944 Úvahy o slovanství
- 1946 Demokracie dnes a zítra
- 1946 Šest let exilu a druhé světové války
- 1947 Paměti
- 1947 Od Mnichova k nové válce a k novému vítězství
- 1948 Mnichovské dny

### Magyarul megjelent művei
- Nemzetek forradalma, 1-3.; ford. Donner Pál; Prager, Bratislava-Pozsony, 1936
- Nemzetek forradalma. Szemelvények; ford. Donner Pál; Prager, Bratislava-Pozsony, 1936
- Zúzzátok szét Ausztria-Magyarországot! A cseh-szlovákok áldozatának történelmi bemutatása (Détruisez l'Autriche-Hongrie!); ford., sajtó alá rend. Nagy Andrea, jegyz., előszó Gulyás László; Szeged JATE, 1992 (Documenta historica)
- Az 1943 decemberi Benes-Sztálin-Molotov megbeszélések dokumentumai; ford., sajtó alá rend. Gulyás László; JATE, Szeged, 1993 (Documenta historica)
- Edvard Beneš elnöki dekrétumai avagy A magyarok és a németek jogfosztása / Edvard Beneš Präsidentendekrete oder Die Rechtsberaubung der Ungarn und Deutschen; vál., szerk., bibliográfia, jegyz., tan. Kövesdi János, szerk. Mayer Judit, ford. Bettes István et al.; Pannónia, Pozsony, 1996
- A szudétanémet kérdés a második világháborúban. Edvard Beneš és Wenzel Jaksch levelezése, 1939–1943; ford., sajtó alá rend. Kasza Péter; JATEPress, Szeged, 2000 (Documenta historica)
- Az osztrák probléma és a cseh kérdés. Az Ausztriában élő szláv nemzetek politikai harcáról szóló tanulmány; sajtó alá rend., tan. Gulyás László, ford. Halmos Tamás; JATEPress, Szeged, 2003 (Documenta historica)
- Beneš-dekrétumok és a magyar kérdés, 1945–1948. Történeti háttér, dokumentumok és jogszabályok; szerk. Popély Árpád, Štefan Šutaj, Szarka László, ford. Kovács Anikó et al.; Attraktor, Máriabesnyő-Gödöllő, 2007